# 豪伊瑙尔·陶马什
豪伊瑙尔·陶马什（匈牙利語：Hajnal Tamás，1981年3月15日—），匈牙利足球運動員，擔任中場，現時效力德甲球會史特加。

## 生平
長期以來都只效力二、三線球隊。早於1998年就被家鄉球會售到德甲的史浩克04，但在史浩克04，根本難以擠上一線，長期都只能打二隊。2004年他為求打正選，走到比利時聯賽加盟聖特雷登，第一季打20場就入了6球。2006年返回德國打德乙的凱沙羅頓，但無法協助球會升上德甲；2007年轉打剛升上德甲的卡爾斯魯厄。再於2008年夏季轉打多蒙特。
2011年1月31日轉會窗關閉前以借用形式轉投史特加，協助球隊成功保級，獲啟動合約條款以100萬歐元正式加盟，合約有效期至2013年夏季。

## 外部連結
- Weltfussball.de 達馬斯·夏尼檔案和數據 （德文）